# Metal Health
Albums de Quiet Riot
Quiet Riot II
(1978) Condition Critical
(1984)
Metal Health est le troisième album studio du groupe de hard rock américain Quiet Riot et le premier ayant bénéficié d'une distribution internationale, les deux premiers n'ayant été publiés qu'au Japon. C'est aussi le premier avec le nouveau bassiste Rudy Sarzo, qui a remplacé Kelly Garni, ce dernier a joué sur le précédent album du groupe sans y être crédité. 
Publié en mars 1983, l'album a atteint la première place du Billboard 200 le 26 novembre 1983 détrônant ainsi Thriller de Michael Jackson. Metal Health n'est resté au sommet du Billboard 200 qu'une seule semaine, étant à son tour détrôné le 3 décembre 1983 par l'album de Lionel Richie intitulé Can't Slow Down. La RIAA a officiellement certifié Metal Health sextuple disque de platine en mai 1995.
Le succès inattendu mais massif de Metal Health a marqué le déferlement sur l'Amérique du Nord du phénomène glam metal caractérisé par la présence massive et régulière de groupes de hard-rock parmi les plus gros vendeurs de l'industrie musicale, les plus célèbres étant Bon Jovi et Guns N' Roses.
Ce phénomène musical ne déclinera brutalement qu'à compter de l'automne 1991 avec la publication par Nirvana de l'album Nevermind.
Pour preuve du succès inespéré de Metal Health, c'est à la demande de son producteur Spencer Proffer qui estimait totalement dépourvu de potentiel commercial tous les titres de cet album que le groupe enregistra et publia comme premier single une chanson de Slade intitulée Cum On Feel the Noize. Ce choix fut plus que judicieux puisque cette chanson fut un véritable hit single qui accéléra les ventes de l'album tout en relançant de manière absolument imprévue la carrière de Slade.
L'album est dédié à leur ancien guitariste Randy Rhoads, décédé dans un accident d'avion le 19 mars 1982.

## Composition du groupe
- Kevin DuBrow : chant
- Carlos Cavazo : guitares, chœurs
- Rudy Sarzo : basse sauf sur Metal Health & Don't Wanna Let You Go, synthétiseur, chœurs
- Frankie Banali : batterie, chœur

### Musiciens additionnels
- Chuck Wright - basse sur Metal Health & Don't Wanna Let You Go, chœurs sur Thunderbird.
- Pat Regan - claviers
- Tuesday Knight- chœurs sur Thunderbird.

## Singles
- Cum On Feel the Noize, classé no 5 du Billboard Hot 100 le 19 novembre 1983
- Metal Health, classé no 31 du Billboard Hot 100 le 11 février 1984

## Liste des titres
| A1. | Metal Health           | Kevin DuBrow, Carlos Cavazo, F.Banali, R.Sarzo | 5:16 |
| A2. | Cum On Feel the Noize  | Jim Lea, Noddy Holder                          | 4:50 |
| A3. | Don't Wanna Let You Go | Kevin DuBrow, Carlos Cavazo                    | 4:42 |
| A4. | Slick Black Cadillac   | Kevin DuBrow, Randy Rhoads                     | 4:12 |
| A5. | Love's a Bitch         | Kevin DuBrow                                   | 4:11 |

| B1. | Breathless      | Kevin DuBrow, Carlos Cavazo | 3:51 |
| B2. | Run for Cover   | Kevin DuBrow, Carlos Cavazo | 3:38 |
| B3. | Battle Axe      | Carlos Cavazo               | 1:38 |
| B4. | Let's Get Crazy | Kevin DuBrow                | 4:08 |
| B5. | Thunderbird     | Kevin DuBrow                | 4:43 |

| 11. | Danger Zone                 | Kevin DuBrow               | 5:06 |
| 12. | Slick Black Cadillac (live) | Kevin DuBrow, Randy Rhoads | 5:14 |

À noter que Slick Black Cadillac est une version ré-enregistrée de celle qui figurait sur Quiet Riot II.

## Charts
| Pays             | Chart                 | Meilleure position | Total semaine | Réf   |
| ---------------- | --------------------- | ------------------ | ------------- | ----- |
| États-Unis       | Billboard 200         | 1                  | 74            | [ 3 ] |
| Canada           | Canadian Albums Chart | 5                  | 53            |       |
| Nouvelle-Zélande | Rianz                 | 33                 | 6             | [ 5 ] |